# Vitmärla
Vitmärlor (Monoporeia affinis, tidigare Pontoporeia affinis) är små gulaktiga märlkräftor som förekommer i Östersjön, Norra ishavet och i insjöar i Norden. Fullvuxen blir den cirka 1 cm lång och lever 2 till 4 år. Den är en relikt från istiden. Vitmärlor lever i dyiga bottnar, vanligtvis hundra till tusentals individer per kvadratmeter, ibland så många som 10 000 till 20 000. Vitmärlor är viktiga för bioturbering (uppblandning och syresättning av bottensedimenten).
Vitmärlan äter fytoplankton och förruttnad biomassa som sjunker till botten. Den är i sin tur bytesdjur för ishavsgråsugga, hissfjällmask och torsk. 
Efter parningen i hösten och vinterns dräktighet föder en vitmärlehona 20 till 30 avkommor. Detta inträffar endast en gång i vitmärlans liv.
Den ökande syrebristen i Östersjön har på senare tid påverkat vitmärlornas bestånd negativt, då äggen och embryon är särskilt känsliga för låga syrehalter. Vitmärlor används därför som en indikatorart för att mäta Östersjöns biologiska hälsa.